# Antes & Madzes
Pour les articles homonymes, voir Antes.
 (février 2024).
Antes & Madzes est un groupe de rap français, originaire de Rodez dans l'Aveyron, composé de Sylvain Antes et de Rémi Massol.
Le duo est classé en 2023 dans le Top 100 du Prix Pernod Ricard France Live Music.

## Biographie
Sylvain et Rémi se sont rencontrés en 2014 et ont faits leurs débuts au Studio d'Onêt-le-Chateau, en première partie du rappeur Vald,.

## Discographie

### Singles
- 2019 : Boomerang
- 2020 : Est-ce que
- 2020 : Liés
- 2020 : Chaque jour
- 2020 : Comme si j'étais mort
- 2021 : Essayer
- 2021 : Avant après 1
- 2021 : Avant après 2
- 2021 : Avant après 3
- 2022 : Antes & Madzes
- 2022 : Bête et méchant
- 2022 : Dans ma tête
- 2022 : Jusqu'à l'aube
- 2022 : Tu me manques pas
- 2023 : Je vous emmerde
- 2023 : Donnant donnant
- 2024 : Bienvenue chez nous
- 2024 : Toute ma vie

### EP
- 2019 : Plein d'histoires
- 2022 : En vrai
- 2024 : Bienvenue chez nous

## Distinctions
- Lauréat du concours Le Weekend des Curiosités 2020[4]

- Nommé au prix Pernod Ricard France Live Music 2021[5]
- Lauréat du tremplin « V and B’ Fest » 2024

## Liens
- Site officiel
- Ressources relatives à la musique :   - Last.fm
  - MusicBrainz
  - Shazam
  - Songkick
  - SoundCloud
- Ressource relative à plusieurs domaines :   - Radio France
- Notices d'autorité :   - BnF (données)